# دازون
دازون (DAZN، مأخوذة من الكلمة الألمانية: da zone، وتعني «المنطقة المحددة») هي خدمة وسائط متدفقة عبر الإنترنت عالمية تبث وتعرض أحداث رياضية مقابل الاشتراك بها. تقدم الخدمة بثًا مباشرًا وعند الطلب للأحداث من أماكن مختلفة، بالإضافة إلى تواجد البرامج الأصلية. تم إطلاق دازون في النمسا وألمانيا وسويسرا واليابان في أغسطس 2016، وفي كندا في العام التالي. تم إطلاقها في الولايات المتحدة وإيطاليا في عام 2018، وفي إسبانيا والبرازيل في عام 2019 ثم صارت متوفرة في فرنسا و بلجيكا انطلاقا من سنة 2023. في ديسمبر 2020، توسعت لتصبح متاحة في أكثر من 200 دولة وإقليم.
الرئيس السابق لمجلس إدارة شركة شركة والت ديزني مباشرةً للمستهلك والعالم، كيفن ماير، أصبح رئيسًا لشركة دازون في مارس 2021 بعد تعيين جيمس راشتون وشاي سيغيف كرئيسين تنفيذيين مشاركين في يناير 2021. تم إنشاء الخدمة في الأصل في عام 2016 من قبل مجموعة بيرفورم، وهي شركة إعلامية رياضية مملوكة بالأغلبية لشركة صناعات أكسيز التي تمتلك أيضًا ديزر ومجموعة وارنر ميوزك. في سبتمبر 2018، أسست مجموعة بيرفورم أعمالها في مجال البيانات الرياضية، وأعادت تسمية المجموعة المتبقية من مجموعة دازون.
في ديسمبر 2018، قُدرت قيمة دازون بـ 3 مليارات جنيه إسترليني: وصفتها إيفينينغ ستاندر بأنها واحدة من «أحاديات القرن» التقنية القليلة في المملكة المتحدة. في أكتوبر 2019، أدرجت شركة سينسور تاور لتحليلات الأجهزة المحمولة دازون على أنها تجاوزت دوري كرة القاعدة الرئيسي كأفضل تطبيق جوال مرتبط بالرياضة في النصف الأول من عام 2019 من حيث الإيرادات العالمية على واجهات متاجر التطبيقات.

## تاريخ

### دازون تصبح عالمية
في ديسمبر 2020، تم إطلاق دازون في أكثر من 200 دولة ومنطقة حول العالم. بسعر منخفض أولي يبدأ من 1.99£ أو أقل، عرضت الخدمة الحية منازلات من بطولة العالم للملاكمة - بما في ذلك أنتوني جوشوا مقابل كوبرات بوليف، كانيلو ألفاريز مقابل كالوم سميث، غينادي جولوفكين مقابل كامل زيريميتا، وريان غارسيا مقابل لوك كامبل.

## دعم الجهاز
تدعم دازون البث عبر الإنترنت على أجهزة الكمبيوتر الشخصية، بالإضافة إلى تطبيقات الأجهزة المحمولة على أندرويد وآي أو إس، ومشغلات الوسائط الرقمية وأجهزة التلفزيون الذكية، وأجهزة ألعاب الفيديو.

## روابط خارجية
- الموقع الرسمي